# Адалельм (архиепископ Бордо)
Адале́льм (фр. Adalelme; умер около 858) — архиепископ Бордо (около 825 — около 858).

## Биография
О происхождении Адалельма исторические источники ничего не сообщают. Предполагается, что первое упоминание о нём относится к 816 году, когда он в сане клирика представлял архиепископа Сихария на соборе в Ахене, а затем по поручению императора Людовика I Благочестивого доставил акты этого собора в Бордо.
Около 825 года Адалельм, после смерти Сихария, сам стал главой Бордоской архиепархии.
В декабре 828 года Адалельм был назван одним из адресатов послания императора Людовика Благочестивого и его сына, короля Лотаря I, в котором эти монархи приказывали иерархам Франкского государства провести ряд церковных соборов с целью укрепления дисциплины среди духовенства. Всего в 829 году было проведено четыре собора (в Майнце, Париже, Лионе и Тулузе). Адалельм принимал участие в работе последнего из них. Хотя акты этого собора не сохранились, известно, что он состоялся 23 мая и на нём присутствовали прелаты четырёх диоцезов — Арльского, Нарбонского, Буржского и Бордоского — во главе со своими митрополитами, Нотоном, Варфоломеем, Агиульфом и Адалельмом.
Ко времени управления Адалельмом Бордоской архиепархией историки относят начало нападений норманнов на её территорию. Первое из подобных вторжений было осуществлено в 844 году. В 847 году Бордо был осаждён большим войском викингов. По свидетельству «Бертинских анналов» и «Фонтенельской хроники», несмотря на победу над одним из их отрядов, которую весной 848 года одержал король Западно-Франкского государства Карл II Лысый, позднее в этом же году норманнам, благодаря предательству местных евреев, удалось захватить город. При обороне Бордо погиб местный правитель, герцог Гильем, а сам город был разграблен и сожжён. Ещё одно нападение норманнов на Бордо произошло в 855 году.
Точная дата смерти Адалельма неизвестна. Предполагается, что это событие произошло около 858 года. Новым главой кафедры Бордо стал архиепископ Фротер.